# Mario Francesco Pompedda
Carlo Mario Francesco Pompedda (18 de abril de 1929 - 18 de outubro de 2006) foi um cardeal italiano da Igreja Católica Romana e prefeito da Assinatura Apostólica. Ele passou quase cinquenta anos em uma variedade de cargos dentro do sistema eclesiástico da Igreja Católica, de 1955 a 2004.

## Biografia
Pompedda estudou no Seminário Arquiepiscopal de Sassari (estudos ginásicos); no Seminário Regional de Cagliari (estudos liceais e filosofia); foi para os estudos em Roma e residiu no Almo Collegio Capranica; frequentou a Pontifícia Universidade Gregoriana, onde obteve um doutorado em teologia, o Pontifício Instituto Bíblico, onde obteve uma licenciatura em Sagrada Escritura, a Pontifícia Universidade Lateranense, onde obteve um doutorado in utroque iure, tanto direito canônico quanto civil, e o "Studium" da Sagrada Rota Romana, tornando-se um avvocato Rotale.

### Sacerdócio
Ordenado em 23 de dezembro de 1951 e incardinado na diocese de Roma. Exerceu ministério pastoral por 30 anos na paróquia de "Nostra Signora di Guadalupe a Monte Mario". Conselheiro eclesiástico da União Romana dos Juristas Católicos. Ingressou no Tribunal da Sagrada Rota Romana em 1955; defensor do vínculo matrimonial; prelado auditor de 1969 a 1993; decano em 11 de setembro de 1993. Presidente do Tribunal de Apelação do Estado da Cidade do Vaticano em novembro de 1993. Recebeu o título de doutor honoris causa pela Faculdade de Direito Canônico do Instituto Católico de Paris em outubro de 1995. Conselheiro eclesiástico da União Internacional dos Juristas Católicos. Por mais de 20 anos, foi membro do corpo docente do "Studio Rotale"; também lecionou na Faculdade de Direito Canônico da Pontifícia Universidade Gregoriana e no Ateneu Romano da "Santa Cruz".

### Episcopado
Eleito arcebispo titular de Bisarcio em 29 de novembro de 1997. Consagrado em 6 de janeiro de 1998, na basílica patriarcal do Vaticano, pelo Papa João Paulo II, assistido pelo Arcebispo Giovanni Battista Re, substituto da Secretaria de Estado, seção de Assuntos Gerais, e pelo Arcebispo Jorge María Mejía, secretário da Congregação para os Bispos e do Colégio dos Cardeais. Seu lema episcopal era Soli Deo.
O Arcebispo Pompedda foi nomeado pelo papa como prefeito do Supremo Tribunal da Assinatura Apostólica e presidente do Tribunal de Cassação do Estado da Cidade do Vaticano, em 16 de novembro de 1999. Nomeado presidente da Comissão dos Advogados, ad quinquennium, 7 de março de 2000.

### Cardinalato
Criado cardeal-diácono em 21 de fevereiro de 2001, recebendo no mesmo dia o barrete vermelho e diaconia da Anunciação da Beata Virgem Maria em Via Ardeatina. Participou da X Assembleia Ordinária do Sínodo dos Bispos, Vaticano, 2001; presidente da Comissão para as Controvérsias. Renunciou à prefeitura do Supremo Tribunal da Assinatura Apostólica em 27 de maio de 2004. Participou do conclave de 18 a 19 de abril de 2005, que elegeu o Papa Bento XVI. Foi Grão-prior da Sagrada Ordem Militar Costantiniana de São Jorge, nomeado em 2003 pelo Grão-Mestre, Fernando, Duque de Castro, até sua morte.
Cardeal Mario Francesco Pompedda faleceu em 18 de outubro de 2006, no início da manhã, de hemorragia cerebral, na Policlínica Agostino Gemelli, em Roma, onde esteve hospitalizado por vários dias; pouco tempo antes, havia recebido um marcapasso após sofrer uma crise cardíaca. A liturgia exequial para o falecido cardeal ocorreu em 20 de outubro, às 17h, no altar da Cátedra da Basílica de São Pedro, presidida pelo papa, que também proferiu a homilia. O corpo do falecido cardeal foi transferido para sua cidade natal e sepultado no túmulo do capítulo da catedral no cemitério de Ozieri até que seu túmulo definitivo na catedral fosse concluído. Na quinta-feira, 18 de fevereiro de 2010, seus restos mortais foram reenterrados em um sarcófago especialmente construído na catedral de Ozieri, na capela do Santíssimo Sacramento. Após a cerimônia religiosa, foi realizada uma cerimônia civil, na qual a antiga Piazza Cirenaica, no centro histórico da cidade de Ozieri, passou a se chamar Piazza Cardinale Pompedda.

### Canonista
Junto a sua carreira na Cúria, Monsenhor Pompedda escreveu três livros e muitos artigos sobre direito canônico e foi reconhecido como um dos especialistas mais famosos do catolicismo em direito canônico. Quando o Papa João Paulo II revisou o código em 1983, pela primeira vez desde 1917, Pompedda desempenhou um papel importante.
Ele foi creditado com a redação da Universi Dominici Gregis, a constituição apostólica do Papa João Paulo II, datada de 22 de fevereiro de 1996, sobre a sede vacante e o conclave.

Propôs um conjunto revisado de regras para anulação, ou seja, uma declaração por um tribunal eclesiástico de que um casamento católico nunca existiu e, portanto, está dissolvido. Motivado pela preocupação pastoral com casais cujos casamentos haviam fracassado, Pompedda queria facilitar a obtenção de anulações. Um rascunho de um novo conjunto de regras que faria exatamente isso parecia prestes a ser publicado em 2003, e Pompedda chegou a delinear o novo sistema em várias palestras públicas; porém, Pompedda renunciou à Assinatura, sem que o documento tivesse sido publicado. Quando finalmente apareceu, em fevereiro de 2005, sob o título Dignitas connubii, foi, em grande parte, uma reafirmação da disciplina existente, e não a reforma que Pompedda desejava.